# Sándor Bródy
Sándor Bródy (n. 23 iulie 1863, Eger, Heves, Ungaria – d. 12 august 1924, Budapesta, Regatul Ungariei) a fost un romancier și dramaturg ungur.

## Opera
- 1884: Mizerie ("Nyomor");
- 1888: Oameni ("Emberek");
- 1897: Frumusețe feminină ("Asszonyi szépég");
- 1898: Capra de argint ("Az ezüst kecske");
- 1899: Cavalerul zilei ("Egy férfi vallomásai");
- 1902: Doica ("A dada");
- 1908: Învățătoarea ("A tanítónő").

Bródy a fost fondator al revistei Jövendő.